# 신후지역 (시즈오카현)
신후지역(일본어: 新富士駅、しんふじえき 신후지에키[*])은 일본 시즈오카현 후지시에 위치한 도카이 여객철도 소속의 도카이도 신칸센의 정차역이다. 승강장은 2면 2선으로 되어 있으므로, 후지 산의 남쪽 정면에 위치하고 있으며, 역에서 후지 산 전경을 볼 수 있다.

## 승강장
| 1 | ■도카이도 신칸센 | (상행) | 신요코하마 · 시나가와 · 도쿄 방면            |
| 2 | ■도카이도 신칸센 | (하행) | 시즈오카 · 하마마츠 · 나고야 · 신오사카 방면 |

## 인접역
| 도카이 여객철도 도카이도 신칸센 | 도카이 여객철도 도카이도 신칸센    | 도카이 여객철도 도카이도 신칸센 |
| ------------------------------- | ---------------------------------- | ------------------------------- |
| 미시마 도쿄 방면                | ■ 도카이도 · 산요 신칸센 고다마 호 | 시즈오카 나고야 · 신오사카 방면 |

## 이용 현황
- 하루 평균 승차 인원의 통계(2003~2006)

| 연도   | 2003년 | 2004년 | 2005년 | 2006년 |
| ------ | ------ | ------ | ------ | ------ |
| 승차객 | 4640   | 4808   | 4901   | 4890   |